# Bjuseholm
Bjuseholm är en ö i Finland. Den ligger i sjön Bjuseträsk och i kommunen Ingå i den ekonomiska regionen  Raseborg  och landskapet Nyland, i den södra delen av landet, 60 km väster om huvudstaden Helsingfors. Öns area är 2,4 hektar och dess största längd är 260 meter i nord-sydlig riktning.